# Целепи, Леонид Николаевич
Леонид Николаевич Целепи (9 [21] апреля 1856, Лужский уезд, Санкт-Петербургская губерния — 13 декабря 1919, Петроград) — судебный следователь, краевед, археолог, собиратель редкой книги, действительный член Археологического института.

## Биография
Родился 9 (21) апреля 1856 года в имении Верхутино Лужского уезда Санкт-Петербургской губернии. Во время реформы 1861 года его отцом, Николаем Михайловичем Целепи (1819—1866), крестьяне этой деревни были переселены в Коленцево.
Окончил Вторую Санкт-Петербургскую гимназию (1878) и юридический факультет Санкт-Петербургского университета. Служил судебным следователем в Санкт-Петербурге и Санкт-Петербургском уезде (1882—1893). Выйдя в отставку, стал заниматься научной и благотворительной деятельностью. В 1898 году начал учиться в Санкт-Петербургском археологическом институте, окончив его в 1900 году.
Проводил археологические раскопки в Санкт-Петербургской, Новгородской и Олонецкой губерниях. Часто приезжал в Новгород, родной город его матери; был избран новгородским почётным мировым судьёй, был также гласным новгородского губернского и уездного земских собраний. Состоял действительным членом Новгородской губернской учёной архивной комиссии и Новгородского статистического комитета. С 1908 года был действительным членом Новгородского общества любителей древности.
Как сотрудник Петербургского археологического института (специалист по жальникам и курганам), он осуществлял непосредственную связь между Новгородским обществом любителей древности и петербургскими учёными, по его инициативе в 1909 году в Новгороде было организовано чтение лекций сотрудниками Археологического института.
Леонид Николаевич Целепи собирал рукописи, книги, предметы новгородской старины. Являясь членом комитета по подготовке XV Археологического съезда в Новгороде, обследовал Старорусский уезд и представил на выставку ценную археологическую коллекцию Курского городища. Он состоял в распорядительном комитете этого съезда, и ему была поручена организация историко-музыкальной части, на выставке в Дворянском собрании он показал также свою коллекцию рукописных книг. С 1913 года он состоял в комиссии по заведованию делами Новгородского музея древностей.
Умер 13 декабря 1919 года. Похоронен в Петрограде на Смоленском кладбище[какое?].
Собранная Л. Н. Целепи библиотека редких книг (в 1500 томов), включавшая издания по истории искусств, русской истории, славяно-русские рукописи, старопечатные издания, была завещана Новгороду. В 1921 году его коллекция была передана в библиотеку Санкт-Петербургского университета.

## Комментарии
1. ↑  Верхутино располагалось примерно в 0,5 км к западу от Коленцево; не сохранилось[1], ныне — урочище в Оредежском сельском поселении Лужского района, Ленинградская область[2].